# Ізюмське збройне повстання (1918)
Ізюмське збройне повстання 1918 — збройний виступ мешканців Ізюмського повіту Харківської губернії та російсько-більшовицьких добровольців проти режиму гетьмана Павла Скоропадського. Восени 1918 в Ізюмському повіті було сформовано три партизанські загони, які дислокувалися в Теплянському, Радьківському та Співаківському лісах. Головним ядром збройних сил у повіті став Ізюмський повстанський полк, що складався з робітників Ізюмських залізничних майстерень та селян навколишніх сіл і нараховував близько 1 тис. бійців. Збройний виступ розпочався ввечері 10 листопада 1918. Його очолив ревком залізничних майстерень. Повстанці, зокрема, раптовим ударом захопили залізничну ст. Ізюм. 15 листопада командування гетьманських військ на придушення виступу кинуло регулярні частини, після чого повстанці змушені були відступити, однак вони не припинили боротьби й наприкінці листопада контролювали 5 волостей повіту. 15 грудня 1918 їхні загони оволоділи с. Царевоборисів й оточили м. Ізюм, але взяти його не змогли. 21 грудня 1918 влада в місті перейшла до Директорії УНР, а 1 січня 1919 тут була встановлена радянська влада.